# خطوط فرونتير الجوية
خطوط فرونتير الجوية (بالإنجليزية: Frontier Airlines) هي خطوط طيران أمريكية منخفضة التكلفة للغاية مقرها في دنفر، كولورادو، الولايات المتحدة الأمريكية. يقوم هذا الناقل، وهي شركة تابعة وعلامة تجارية لإنديغو بارتنر، المحدودة، بتسيير رحلات جوية إلى 60 وجهة في جميع أنحاء الولايات المتحدة ووجهات دولية قريبة.

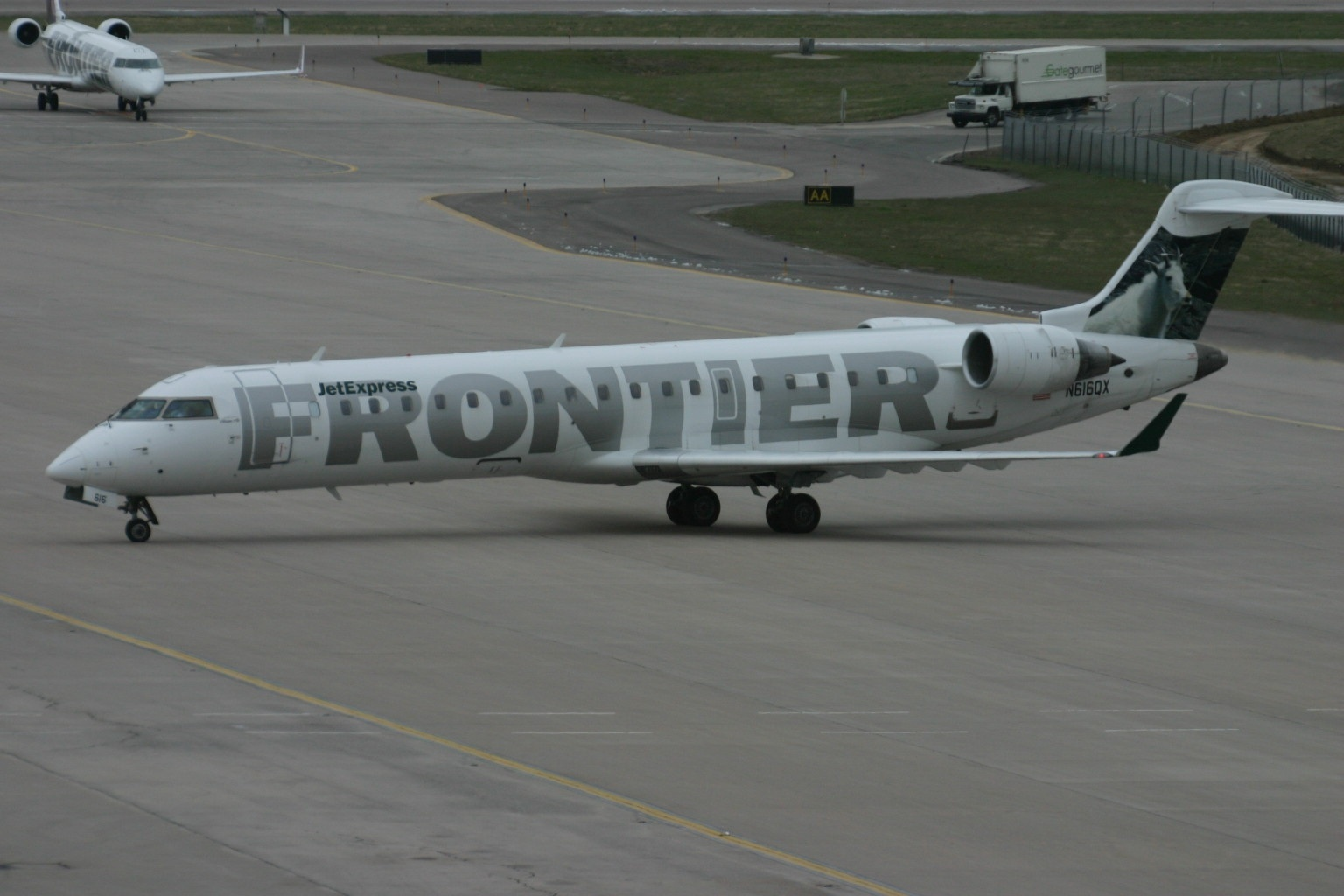
أول منتج إقليمي لشركة فرونتير الجوية وهو فرونتير جيت اكسبرس وتستخدم في هذا المنتج الجديد طائرات إقليمية من نوع بومباردييه سي آر جيه 200.

## التاريخ

### التسعينيات
تأسست خطوط الطيران فرونتير بتاريخ 8 شباط / فبراير 1994، من قبل مجموعة شملت المدراء التنفيذيين لتجسيد سابق لخطوط الطيران فرونتير رداً على الفراغ الذي تركته خطوط الطيران كونتيننتال عام 1993 بإغلاق مركزها دنفر (ستابلتون).

### ما بعد الألفين
استلمت خطوط الطيران فرونتير أول طائرة ايرباص إيه 319 في عام 2001 وأطلقت معها في نفس الوقت دايركت تيفي على متن الطائرة بالإضافة إلى كسوة الشركة الجديدة.

## خطوط الطيران الإقليمية السابقة

### فرونتير اكسبرس
قامت خطوط الطيران تشوتاغوا بتشغيل ما يصل إلى 12 طائرة امبراير 135 و145 من ميلووكي. بدأت فرونتير بتسمية هذه الرحلات كفرونتير اكسبرس في ربيع عام 2011.

### فرونتير جيت اكسبرس
في شباط / فبراير 2002، أطلقت خطوط الطيران أول منتج إقليمي لها، فرونتير جيت اكسبرس، التي عملت في البداية من قبل الخطوط الطيران ميسا باستخدام الطائرات الإقليمية بومباردييه سي آر جيه 200 .

### طيران لينكس
في 6 أيلول / سيبتمبر 2006، قامت فرونتير بإنشاء تقسيم جديد للشركة القابضة، عُرف باسم طيران لينكس، لتشغيل طائرة بومباردييه Q400 ابتداءً من أيار / مايو 2007.
 

### خطوط الطيران مافريك
في عام 1997، قامت خطوط الطيران مافريك بتشغيل خدمة مشاركة الرمز لفرونتير مع دي هافيلاند كندا دي.إتش.سي - 7داش 7 ستول ذات القدرة التوربينية بين دنفر ووجهتين في ولاية كولورادو: جراند جنكشن وستيمبوت سبرينغز.

## الوجهات
تقوم خطوط الطيران فرونتير حالياً بالطيران إلى 64 وجهة في جميع أنحاء كوستاريكا، جمهورية الدومينيكان، جامايكا، المكسيك والولايات المتحدة. اعتباراً من كانون الأول / ديسمبر عام 2014، تقوم فرونتير أيضاً بتسيير رحلات مؤجرة إلى العديد من الوجهات الدولية بالشراكة مع عطلات أبل.

### اتفاقية المشاركة بتسيير الرحلات
إن لخطوط الطيران فرونتير اتفاقية مشاركة بتسيير الرحلات مع الخطوط الجوية غريت لايكس، والتي تربط الرحلات بين دنفر وفينيكس.

## الأسطول
اعتبارا من كانون الثاني / يناير 2015، يتكون أسطول خطوط طيران فرونتير من الطائرات التالية:
أسطول خطوط الطيران فرونتير

## الكسوة

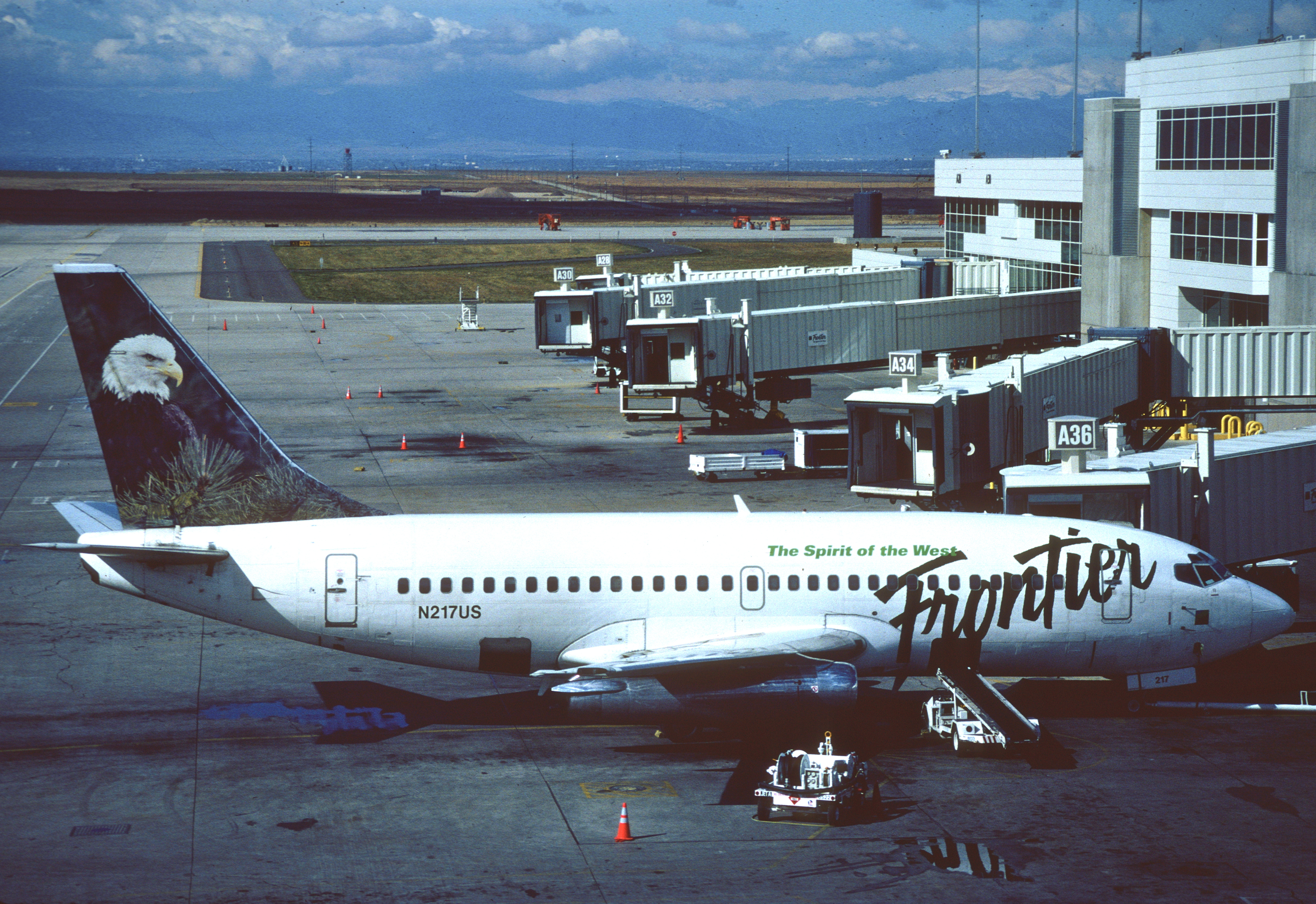
صورة من سنة 196 تظهر فيها طائرة بوينغ 737 التابعة لشركة فرونتير الجوية وعليها شعار الشركة السابق.

حتى عام 2013، تكونت كسوة خطوط الطيران فرونتير من جسم الطائرة الأبيض بالكامل مع أسماء «فرونتير» على جانبي الطائرة، وشعار الشركة السابق «حيوان مختلف تماما». استخدمت خطوط الطيران فرونتير صور الحياة البرية على جهاز التوازن العمودي وجنيحات الطائرة لإعطاء مظهر مميز.
 
في نيسان / أبريل 2013، قدمت فرونتير كسوةً جديدةً، مع الحفاظ على الحيوانات الرمزية على ذيول الطائرات، ولكنها ألغت شعارها السابق واستبدالت «فرونتير» بــ FLYFRONTIER.COM الموقع الإلكتروني للشركة، لدعم التسويق الجديد الذي يركز بشكل حصري تقريباً على FlyFrontier.com. تحمل الطائرات ذات الكسوة القديمة الآن أسماء FLYFRONTIER.COM على حجيرات المحرك.
في 9 أيلول / سبتمبر عام 2014، أدخلت فرونتير كسوة حديثة، كجزء من إطلاق العلامة التجارية الجديدة التي ستشهد زيادة أدوار الحيوانات المتحدثة " تعيد الكسوة الجديدة تقديم "فرونتير " بالخط الأخضر على جسم الطائرة، مع حرف الـ F المنمق المصمم من قبل شاول باس لفرونتير الأصلية في عام 1978.